# Laosz közigazgatása

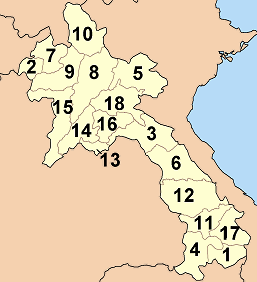
Laosz közigazgatása

Laosz területe a következő közigazgatási egységekre oszlik
- A legmagasabb szintű közigazgatási egységek:
  - 16 tartomány (ແຂວງ, khoueng)
  - 1 prefektúra (ນະຄອນຫລວງ, kampheng nakhon)
  - 1 speciális igazgatású terület (ເຂດພິເສດ, khetphiset)

Ezek mindegyike kapott egy azonosítószámot 1-től 18-ig.
Például: Szajszombun (18)
- Ezek területe körzetekre (muang) és falvakra (baan) oszlik.

Minden körzetnek van egy azonosítója, mely a tartomány azonosítószámából és a körzetek számából áll össze.
Például: Hom (18-03)
A tartományokban átlagosan 6 körzet van, de a valóságban 3–13-ig terjed ezek száma. 1 körzeten belül átlagosan 100 falu található, országosan pedig 11500. A tartományok átlagos lakosságszáma 230 000, egy körzeté 36 000, egy falué pedig 300-400 (40-70 háztartás).
| Név                    | Szám a térképen | Hiv. azonosítószám |
| ---------------------- | --------------- | ------------------ |
| Attapö tartomány       | 1               | 17                 |
| Bokeo tartomány        | 2               | 5                  |
| Bolikhamszaj tartomány | 3               | 11                 |
| Huaphan tartomány      | 5               | 7                  |
| Khammuan tartomány     | 6               | 12                 |
| Luangnamtha tartomány  | 7               | 3                  |
| Luangprabang tartomány | 8               | 6                  |
| Phongszali tartomány   | 10              | 2                  |
| Szajnjabuli tartomány  | 15              | 8                  |
| Szajszombun            | 16              | 18                 |
| Szalavan tartomány     | 11              | 14                 |
| Szavannakhet tartomány | 12              | 13                 |
| Szekong tartomány      | 17              | 15                 |
| Sziangkhuang tartomány | 18              | 9                  |
| Tjampatszak tartomány  | 4               | 16                 |
| Vientián prefektúra    | 13              | 1                  |
| Vientián tartomány     | 14              | 10                 |
| Udomszaj tartomány     | 9               | 4                  |